# HD63745
HD63745 — хімічно пекулярна зоря спектрального класу
A0 й має видиму зоряну величину в смузі V приблизно 10,8.

## Пекулярний хімічний склад
Зоряна атмосфера HD63745 має підвищений вміст 
Cr
.